# 薩哈林鐵路
薩哈林鐵路（羅馬化：Sakhalinskaya zheleznaya doroga）是俄羅斯鐵路子公司，在1992年至2010年間營運，前身是遠東鐵路局，後來也併回遠東鐵路局。

## 概要
1945年8月蘇聯入侵日本領有的庫頁島（樺太島）南部，蘇軍接收樺太鐵道局路線，當時軌距仍是日本國鐵標準的1067毫米。2003年起正在全面改軌成俄羅斯鐵路標準的寬軌（1520毫米），2020年12月完工。全線非電氣化，營業距離在1992年曾達到1072公里，1990年代停止營運閑散線區，2012年只餘下804.9公里。
線區包括以日治時代樺太東線為主體沿薩哈林島東岸的科爾薩科夫（原大泊站）－諾格利基線及其支線，和以日治時代樺太西線與南樺太炭礦鐵道線為主體沿薩哈林島西岸與東西聯絡線的薩哈林斯克礦山（原內幌炭山站）－阿尔先季夫卡（原真縫站）線（薩哈林斯克礦山－霍爾姆斯克操車場之間旅客列車停止運行中）構成。

## 线路
| 萨哈林铁路                          |                        |                                 |            |               |                                                              |  |  |  |
|                                     |                        |                                 |            |               |                                                              |  |  |  |
| 线路名称                            | 日治时代旧名           | 区间                            | 里程       | 贯通年份      | 备注                                                         |  |  |  |
| 东部科尔萨科夫－诺格利基线          | 樺太東線               | 科尔萨科夫-波别季诺             | 653km      | 1944年8月15日 | 1979年南北端相接 2018年开始宽轨化                            |  |  |  |
| 东部科尔萨科夫－诺格利基线          | 不適用                 | 波别季诺-诺格利基段             | 653km      | 1979年        | 1979年南北端相接 2018年开始宽轨化                            |  |  |  |
| 西线                                | 樺太西線               | 涅韦尔斯克-伊林斯克             | 189km      | 1937年        |                                                              |  |  |  |
| 伊林斯克-阿尔先季夫卡延伸线         | 真久線                 | 阿尔先季夫卡-伊林斯克           | 29km       | 1971年        | 连接东西线                                                   |  |  |  |
| 南萨哈林斯克-霍尔姆斯克段           | 豐真線                 | 南萨哈林斯克-新捷列温           | 89km（原） | 1928年        | 1994年新捷列温-77公里区间废线                                |  |  |  |
| 南萨哈林斯克-霍尔姆斯克段           | 豐真線                 | 霍尔姆斯克-77公里               | 89km（原） | 1928年        | 1994年新捷列温-77公里区间废线                                |  |  |  |
| 东线的支线                          |                        |                                 |            |               |                                                              |  |  |  |
| 雄鹰-贝科夫支线                     | 帝國燃料興業會社内淵線 | 雄鹰-贝科夫                     | 23km       | 1943年        |                                                              |  |  |  |
| 波别季诺-五一线                     | 桦太水泥工业石灰山铁路 | 波别季诺-五一                   | 45km       | 1943年        | 600毫米轨距 1945年改为750毫米 1993年改1067毫米 2016年废线    |  |  |  |
| 新亚历山德罗夫卡 - 希涅戈尔斯克支线 | 川上線                 | 新亚历山德罗夫卡 - 希涅戈尔斯克 | 22km       | 1914年        | 煤炭线；1998年停办客运 2004年矿山停产后废线 2013年秋季被拆除 |  |  |  |
| 多林斯克-斯塔罗杜布斯科耶支线       | 樺太東線支線           | 多林斯克-斯塔罗杜布斯科耶       | 11km       | 1926年        | 1991年废除客运 1995年废线                                    |  |  |  |
| 达奇涅-阿尼瓦-希涅戈尔斯克支线      | 南樺鐵道               | 达奇涅-阿尼瓦                   | 19km       | 1926年        | 1945年被红军接收前为私铁 1995年废线                          |  |  |  |